# Grand Hotel (phim)
Grand Hotel là một phim trắng đen do hãng MGM sản xuất năm 1932. Phim này đã đoạt giải Oscar cho phim hay nhất.
Phim mở đầu và kết thúc với lời phát biểu hoàn toàn bâng quơ của Lewis Stone: "Grand Hotel. Người ta đến rồi đi. Chẳng có chuyện gì xảy ra". Vài ngày sau, lời bình luận trở thành mỉa mai, khi cốt truyện được triển khai, bởi vì mọi chuyện dường như đã xảy ra tại khách sạn, từ chuyện tình lãng mạn tới vụ trộm cướp rồi tới một cái chết bất ngờ. 

Greta Garbo và John Barrymore

Phim dựa trên tiểu thuyết gốc Áo Menschen im Hotel (Các người trong một khách sạn) của Vicki Baum, kịch bản do William A. Drake và Béla Balázs chuyển thể. Tuy nhiên, phim Grand Hotel lại được quay ở Berlin bởi các nhà sản xuất Irving Thalberg và Paul Bern của hãng MGM (cả hai không ghi tên trên phim), do Edmund Goulding đạo diễn.
Ngôi sao hàng đầu, Greta Garbo đã có câu nói cường điệu nổi tiếng "I want to be alone," trong phim này. Các vai diễn cũng gồm nhiều diễn viên hàng đầu: Lionel Barrymore, John Barrymore, Joan Crawford, Wallace Beery, Lewis Stone và Jean Hersholt.
Đây là phim duy nhất đã đoạt giải Oscar cho phim hay nhất chỉ với một đề cử cho thể loại này, ngoài ra không có bất cứ đề cử nào cho các thể loại khác. Giải được trao cho Irving Thalberg, mà không nói tới Paul Bern.
Cần nói thêm là câu nói "I want to be alone" của Greta Garbo đã được bầu chọn đứng thứ 30 trong Danh sách 100 câu thoại đáng nhớ trong phim của Viện phim Mỹ.
Năm 1945, phim này được làm lại dưới tên Week-End at the Waldorf với ngôi sao Ginger Rogers.
Năm 2007, phim Grand Hotel đã được chọn để bảo tồn trong Viện lưu trữ phim quốc gia (Hoa Kỳ) bởi Thư viện Quốc hội (Hoa Kỳ) vì có ý nghĩa "văn hóa, lịch sử, hoặc thẩm mỹ".

## Các vai diễn
- Greta Garbo - Grusinskaya

Joan Crawford và Wallace Beery

- John Barrymore - Baron Felix von Geigern
- Joan Crawford - Flaemmchen
- Wallace Beery - Preysing
- Lionel Barrymore - Otto Kringelein
- Lewis Stone - Dr. Otternschlag
- Jean Hersholt - Senf
- Robert McWade - Meierheim
- Purnell Pratt - Zinnowitz
- Ferdinand Gottschalk - Pimenov
- Rafaela Ottiano - Suzette
- Morgan Wallace - Chauffeur
- Tully Marshall - Gerstenkorn
- Frank Conroy - Rohna
- Murray Kinnell - Schweimann

## Sự nhắc tới phim này
Trong phim The Apartment (năm 1960), có cảnh Baxter (Jack Lemmon) vào căn hộ của mình, anh ta mở TV xem phim Grand Hotel, nhưng vì quá nhiều việc buôn bán gây thất vọng, anh ta đã tắt TV đi.